# سيد ظفر الحسن

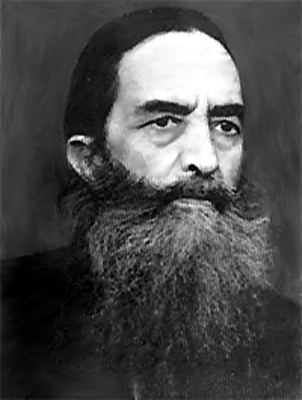
سيد ظفر الحسن

سيد ظفر الحسن (14 شباط 1885 - 19 حزيران 1949) كان فيلسوفًا مسلمًا باكستانيًا بارزًا في القرن العشرين.

## السيرة
كان الابن الأكبر لخان صاحب سيد ديوان محمد.
تلقى حسن تعليمه في عليكرة (ماجستير، بكالوريوس في القانون) وحصل على الدكتوراه من جامعات إرلانجن وهايدلبيرج في ألمانيا وجامعة أكسفورد. كان الدكتور ظفر الحسن أول عالم مسلم في شبه القارة الهندية يحصل على درجة الدكتوراه من جامعة أكسفورد في الفلسفة. أطروحته للدكتوراه "الواقعية" تعد من الكلاسيكيات في هذا الموضوع. وقد أشاد بأعماله فلاسفة ومربون بارزون، ومن بينهم أستاذه البروفيسور جون ألكسندر سميث (1863-1930)، والعلامة محمد إقبال.

## الأعمال
- الواقعية - محاولة لتتبع أصلها وتطورها في ممثليها الرئيسين (مطبعة جامعة كامبريدج، لندن، 1928)
- الواقعية (مترجمة إلى الأردية)، 1927
- مونيسموس سبينوزا ، 1922
- ثنائية ديكارت ، 1912
- الفلسفة والتربية ، 1927
- الفلسفة ومزاياها ، 1931
- الواقعية ليست ميتافيزيقيا ، 1931
- الإسلاميات ، 1936
- المشكلة ، 1933
- رؤيا يوحنا والرسول ، 1937
- رسالة إقبال ، 1938
- فلسفة الدين
- فلسفة الإسلام
- فلسفة كانط
- الفلسفة – نقد (معهد الثقافة الإسلامية [الإنجليزية]، لاهور، 1988)